# 管弦楽のための協奏曲
管弦楽のための協奏曲（かんげんがくのためのきょうそうきょく）は、協奏曲の形態の一種。

## 概説
一般的には協奏曲とは、独奏楽器（群）と管弦楽によるいわゆる独奏協奏曲を指すことが多い。これに対し「管弦楽のための協奏曲」はバロック時代の合奏協奏曲などのコンチェルト様式に由来しており、この名称は戦間期に新古典主義音楽の潮流にあったヒンデミットによって創り出された。新古典主義音楽は古典派音楽、バロック音楽ないしそれ以前の音楽の様式に再び目を向けることを標榜していた。
バルトークが同名の作品で最大の成功を収め、このジャンルの作品中で最も有名なものとなっている。しかもこの作品は、バロック時代の合奏協奏曲をはるかに上回る規模の大きさから結果的には交響曲の様式にも近いものとなっている。

## 作品
- パウル・ヒンデミット - 管弦楽のための協奏曲作品38（1925年）…創始者
- ヴァン・ホルンボー - 管弦楽のための協奏曲（1929年）
- タデウシュ・シェリゴフスキ -管弦楽のための協奏曲（1930年）
- ウォルター・ピストン - 管弦楽のための協奏曲（1933年）
- マリオ・ピラーティ - 管弦楽のための協奏曲 ハ長調（1933年）
- ゴッフレド・ペトラッシ - 管弦楽のための協奏曲第1番（1934年）
- マックス・トラップ - 管弦楽のための協奏曲 第1番、第2番、第3番（1934年、1940年、1946年）
- クラウス・プリングスハイム - 管弦楽のための協奏曲（1934年）
- アルフレード・カゼッラ - 管弦楽のための協奏曲（1937年）
- コダーイ・ゾルターン - 管弦楽のための協奏曲（1940年）
- バルトーク・ベーラ - 管弦楽のための協奏曲（1943年）…最も有名な作品
- アラン・ロースソーン - 管弦楽のための協奏曲（1949年）
- ヴィトルト・ルトスワフスキ - 管弦楽のための協奏曲（1950年 - 1954年）
- アレクサンデル・タンスマン - 管弦楽のための協奏曲 (1954年)[1]
- ギヤ・カンチェリ - 管弦楽のための協奏曲（1961年）
- グラジナ・バツェヴィチ - 管弦楽のための協奏曲（1962年）
- マイケル・ティペット - 管弦楽のための協奏曲（1962年 - 1963年）
- ロディオン・シチェドリン - 管弦楽のための協奏曲 第1番「おちゃめなチャストゥーシュカ」（1963年）、同第2番「鐘」（1967年）、同第3番「懐かしいロシアのサーカス音楽」（1989年）、同第4番「輪舞」（1989年）
- 三善晃 - 管弦楽のための協奏曲（1964年)
- ハヴァーガル・ブライアン - 管弦楽のための協奏曲（1964年）
- ロベルト・ジェラール - 管弦楽のための協奏曲（1965年）
- エリオット・カーター - 管弦楽のための協奏曲（1969年）
- オリヴァー・ナッセン - 管弦楽のための協奏曲（1969年）
- 大栗裕 - 管弦楽のための協奏曲 (1970年)
- ロジャー・セッションズ - 管弦楽のための協奏曲（1979年 - 1981年）…1982年ピュリッツァー賞受賞
- エドワード・グレグソン - 管弦楽のための協奏曲（1983年）
- ロバート・サクストン - 管弦楽のための協奏曲（1984年）
- カレル・フサ - 管弦楽のための協奏曲（1986年）
- 佐藤眞 - 管弦楽のための協奏曲（1987年）
- レナード・バーンスタイン - 管弦楽のための協奏曲「ジュビリー・ゲームス」（1986年 - 1989年）
- スタニスワフ・スクロヴァチェフスキ - 管弦楽のための協奏曲（1999年）
- ジェニファー・ヒグドン - 管弦楽のための協奏曲（2002年）
- ローウェル・リーバーマン - 管弦楽のための協奏曲（2002年）
- 北爪道夫 - 管弦楽のための協奏曲（2003年）
- マグヌス・リンドベルイ - 管弦楽のための協奏曲（2003年）
- 譚盾 - 管弦楽のための協奏曲（2012年）